# パトリック・タファ
パトリック・タファ（Patrick Tafa、1999年7月19日 - ）は、ジャパンラグビーリーグワン花園近鉄ライナーズに所属するラグビー選手。

## プロフィール
- オーストラリア出身。
- ポジションはロック(LO)、フランカー(FL)。
- 身長 194 cm、体重 113 kg
- U20オーストラリア代表に選ばれたことがある[1]。

## 略歴
ブリスベン・ステート高校、NSWカントリーイーグルス、ワラターズを経て、2020年、NECグリーンロケッツ(現・NECグリーンロケッツ東葛)に加入。
2021年、花園近鉄ライナーズに加入。
2023年、ジャパンラグビーリーグワン 花園近鉄ライナーズのバイスキャプテンに同じくチームメイトである片岡涼亮と共に任命された